# Thunbergia guerkeana
Thunbergia guerkeana är en akantusväxtart som beskrevs av Gustav Lindau. Thunbergia guerkeana ingår i släktet thunbergior, och familjen akantusväxter. Inga underarter finns listade i Catalogue of Life.